# لينشبورغ
لينشبورغ (بالإنجليزية: Lynchburg, Tennessee)‏ هي مدينة تقع بولاية تينيسي في وسط شرق الولايات المتحدة. تبلغ مساحة هذه المدينة 338 (كم²)، وترتفع عن سطح البحر 245 م، بلغ عدد سكانها 5740 نسمة في عام 2010 حسب إحصاء مكتب تعداد الولايات المتحدة وتصل الكثافة السكانية فيها 17 نسمة/كم2.

## أعلام
- جون ستون
- جاك دانيال

## وصلات خارجية
- http://www.lynchburgtn.com/
- The US50 - Cities and Towns in Tennessee State